# NGC 2410
NGC 2410 é uma galáxia espiral barrada (SBb) localizada na direcção da constelação de Gemini. Possui uma declinação de +32° 49' 21" e uma ascensão recta de 7 horas, 35 minutos e 02,2 segundos.
A galáxia NGC 2410 foi descoberta em 2 de Fevereiro de 1877 por Édouard Jean-Marie Stephan.